# Walter Wessel
Pour les articles homonymes, voir Wessel.
Walter Wessel (21 avril 1892 à Lautenthal — 20 juillet 1943 à Morano Calabro en Italie) est un Generalleutnant allemand au sein de la Heer dans la Wehrmacht pendant la Seconde Guerre mondiale.
Il a été récipiendaire de la croix de chevalier de la croix de fer avec feuilles de chêne, attribuée en reconnaissance d'un acte d'une extrême bravoure ou d'un succès de commandement important du point de militaire.

## Biographie
Durant l'été 1911, Walter Wessel s'engage dans l'armée en tant que porte-drapeau. En 1912, il est lieutenant (promotion au 19 novembre 1912) dans la compagnie de mitrailleuses du 165e régiment d'infanterie. 
Walter Wessel est tué dans un accident d'automobile le 20 juillet 1943 près de Morano Calabro en Italie.
Il est aussi responsable du massacre de Ciepielów, à Ciepielów en Pologne.

## Décorations
- Croix de fer (1914)
  - 2e classe
  - 1re classe
- Croix d'honneur
- Agrafe de la croix de fer (1939)
  - 2e classe
  - 1re classe
- Médaille du front de l'Est
- Croix de chevalier de la croix de fer avec feuilles de chêne
  - Croix de chevalier le 15 août 1940 en tant que Oberst et commandant du Infanterie-Regiment 15 (mot.)[2]
  - 76e feuilles de chêne le 17 février 1942 en tant que Oberst et commandant du Infanterie-Regiment 15 (mot.)[3]